# Championnat de France de rugby à XV de 2e division fédérale 2021-2022
Navigation
Fédérale 2 2020-2021 Fédérale 2 2022-2023
La saison 2021-2022 de Fédérale 2 voit s'affronter 96 équipes ; les phases de poule débutent le 11 septembre 2021 pour se terminer le 17 avril 2022, la finale ayant lieu les 25 ou 26 juin 2022.

## Règlement
Pour la saison 2021-2022, 96 associations sont engagés en championnat de France de 2e division fédérale répartis en 8 poules de 12 équipes.
- Les 16 équipes vainqueurs des seizièmes de finale accèdent en Fédérale 1.
- Les 8 équipes vainqueurs de leur barrage d'accession en matchs aller-retour accèdent également en Fédérale 1.
- Les 72 équipes restantes évolueront en Fédérale 2 avec les 24 meilleures équipes de Fédérale 3 (aucune relégation sportive).

Championnat de France
À la fin de la phase qualificative sont qualifiés pour les seizièmes de finale :
- Les deux premiers de chaque poule sont qualifiés directement.
- Les 16 équipes qualifiées à l'issue des barrages.
- Les seizièmes et huitièmes de finale se jouent en matchs en aller-retour.
- Les quarts, demi-finales et finale ont lieu sur terrain neutre.

Barrage d'accession en Fédérale 2
Un tour de barrage d’accession en aller-retour entre les 16 équipes ayant perdu en seizièmes de finale pour déterminer les 8 équipes qui accèderont à la Fédérale 1 pour la saison 2022-2023 (oppositions avec optimisation géographique).

## Saison régulière
La première journée est le 11 septembre 2021 et la dernière journée le 17 avril 2022.

## Phase finale
Les équipes classées aux deux premières places de chaque poule sont directement qualifiés pour la phase finale. Ils sont rejoints par les 16 équipes vainqueurs des barrages. Cette phase finale débute en huitième de finale. Les huitièmes de finale se jouent en match « aller » et « retour ».
Les clubs vainqueurs sont promus en Fédérale 1 pour la saison 2022-2023.
Un tour de barrage d’accession aller-retour entre les 16 équipes ayant perdu en seizièmes de finale pour déterminer les 8 équipes qui accèderont à la Fédérale 1 pour la saison 2022-2023.
Les matchs retour se jouent sur le terrain du mieux classé. Les quarts de finale, les demi-finales ainsi que la finale se jouent en match simple sur terrain neutre.

### Tableau final
Les quarts de finale ont lieu le 12 juin 2022. Les demi-finales ont lieu le 19 juin 2022. La finale a lieu le 26 juin 2022 à Mazamet.
|  | Quarts de finale   | Quarts de finale   | Quarts de finale   | Quarts de finale   |                    |                    | Demi-finales | Demi-finales | Demi-finales | Demi-finales |  |  | Finale                 | Finale | Finale | Finale |
|  |                    |                    |                    |                    |                    |                    |              |              |              |              |  |  |                        |        |        |        |
|  |                    |                    |                    |                    |                    |                    |              |              |              |              |  |  | 26 juin 2022 - Mazamet |        |        |        |
|  |                    |                    |                    |                    |                    |                    |              |              |              |              |  |  |                        |        |        |        |
|  | Paris UC           | Paris UC           | 5                  | 5                  |                    |                    |              |              |              |              |  |  |                        |        |        |        |
|  | Paris UC           | Paris UC           | 5                  | 5                  |                    |                    |              |              |              |              |  |  |                        |        |        |        |
|  | Servette RC Genève | Servette RC Genève | 36                 | 36                 |                    |                    |              |              |              |              |  |  |                        |        |        |        |
|  | Servette RC Genève | Servette RC Genève | 36                 | 36                 | Servette RC Genève | Servette RC Genève | 13           | 13           |              |              |  |  |                        |        |        |        |
|  |                    |                    |                    |                    | Servette RC Genève | Servette RC Genève | 13           | 13           |              |              |  |  |                        |        |        |        |
|  |                    |                    | RO agathois        | RO agathois        | 27                 | 27                 |              |              |              |              |  |  |                        |        |        |        |
|  | CS Annonay         | CS Annonay         | RO agathois        | RO agathois        | 27                 | 27                 | 24           | 24           |              |              |  |  |                        |        |        |        |
|  | CS Annonay         | CS Annonay         |                    |                    |                    |                    |              | 24           |              |              |  |  |                        |        |        |        |
|  | RO agathois        | RO agathois        | 25                 | 25                 |                    |                    |              |              |              |              |  |  |                        |        |        |        |
|  | RO agathois        | RO agathois        | 25                 | 25                 | RO agathois        | RO agathois        | 15           | 15           |              |              |  |  |                        |        |        |        |
|  |                    |                    |                    |                    | RO agathois        | RO agathois        | 15           | 15           |              |              |  |  |                        |        |        |        |
|  |                    |                    | US L'Isle-Jourdain | US L'Isle-Jourdain | 3                  | 3                  |              |              |              |              |  |  |                        |        |        |        |
|  | US L'Isle-Jourdain | US L'Isle-Jourdain | US L'Isle-Jourdain | US L'Isle-Jourdain | 3                  | 3                  | 18           | 18           |              |              |  |  |                        |        |        |        |
|  | US L'Isle-Jourdain | US L'Isle-Jourdain |                    |                    |                    |                    |              |              |              |              |  |  |                        |        |        |        |
|  | US Salles          | US Salles          | 5                  | 5                  |                    |                    |              |              |              |              |  |  |                        |        |        |        |
|  | US Salles          | US Salles          | 5                  | 5                  | US L'Isle-Jourdain | US L'Isle-Jourdain | 19           | 19           |              |              |  |  |                        |        |        |        |
|  |                    |                    |                    |                    | US L'Isle-Jourdain | US L'Isle-Jourdain | 19           | 19           |              |              |  |  |                        |        |        |        |
|  |                    |                    | Stade nantais      | Stade nantais      | 12                 | 12                 |              |              |              |              |  |  |                        |        |        |        |
|  | Stade nantais      | Stade nantais      | Stade nantais      | Stade nantais      | 12                 | 12                 | 33           | 33           |              |              |  |  |                        |        |        |        |
|  | Stade nantais      | Stade nantais      |                    |                    |                    |                    |              | 33           |              |              |  |  |                        |        |        |        |
|  | CA Sarlat          | CA Sarlat          | 12                 | 12                 |                    |                    |              |              |              |              |  |  |                        |        |        |        |
|  | CA Sarlat          | CA Sarlat          | 12                 | 12                 |                    |                    |              |              |              |              |  |  |                        |        |        |        |
|  |                    |                    |                    |                    |                    |                    |              |              |              |              |  |  |                        |        |        |        |

## Bilan de la saison
| Poule   | Promus en Fédérale 1                                                         |
| ------- | ---------------------------------------------------------------------------- |
| Poule 1 | Stade nantais CSM Gennevilliers AAS Sarcelles                                |
| Poule 2 | Paris UC RC Orléans Bourges XV                                               |
| Poule 3 | US Annecy Servette RC Genève US Meyzieu CS Villefranche-sur-Saône            |
| Poule 4 | RC La Valette Le Revest La Garde Le Pradet CS Annonay RC Tricastin RO Grasse |
| Poule 5 | Rugby olympique agathois Avenir gruissanais RO Castelnaudary XV              |
| Poule 6 | US L'Isle-Jourdain                                                           |
| Poule 7 | US Salles Saint-Médard RC UA Gujan-Mestras                                   |
| Poule 8 | US Bergerac Union Barbézieux-Jonzac SC Tulle                                 |
| Total   | 16 + 8 (via les barrages)                                                    |

1. ↑  Le CA Sarlat ayant refusé l'accession, Bourges est promu à sa place[11],[12]